# Lijst van voetbalclubs
De lijst van voetbalclubs is opgedeeld naar alfabet. Alleen betaaldvoetbalclubs komen in deze lijst voor. De lijst is alfabetisch opgesplitst in meerdere artikelen.
A - B - C - D - E - F - G - H - I - J - K - L - M - N - O - P - Q - R - S - T - U - V - W - X - Y - Z